# ヒポキサンチン
ヒポキサンチン（Hypoxanthine）は、天然に存在するプリン誘導体の一つである。ヒポキサンチンは核酸で見られ、ヌクレオシドイノシンの形でtRNAのアンチコドンに存在する。

## 反応
ヒポキサンチンはキサンチンオキシダーゼによってキサンチンから作られ、サルベージ経路のヒポキサンチン-グアニンホスホリボシルトランスフェラーゼによってイノシン一リン酸に変換される。また、アデニンは自発的に脱アミノ化しヒポキサンチンに変化する。これは、DNAの誤転写・誤複製に繋がっている。
魚類の鮮度低下によってもイノシン酸からイノシンを経て分解合成される。イノシン酸は旨味成分の一つであるが、ヒポキサンチンになると味はなくなる。